# Primer ministro de Yibuti
El primer ministro de la República de Yibuti es miembro del Gobierno del país africano de Yibuti. El cargo como tal fue creado en 1977. El actual primer ministro es Abdoulkader Kamil Mohamed.

## Historia
La reforma administrativa llevada a cabo por Francia en sus colonias permitió crear, a finales de los años 50, consejos de gobierno coloniales. decreto que aplicaba el Acta de Reformas de Ultramar (Loi Cadre) del 23 de junio de 1956, establecía una asamblea territorial que elegía a ocho de sus miembros para un consejo ejecutivo. Estos eran responsables de uno o más de los servicios territoriales y llevaban el título de ministro, al cargo estaba el vicepresidente del Consejo de Gobierno. El consejo asesoraba al gobernador general designado por Francia.
A partir de 1967 el jefe del consejo cambiará su denominación a Presidente del Consejo de Gobierno.
Desde los años 60 se sucedieron manifestaciones en favor de la independencia del entonces Territorio Francés de los Afars y de los Issas. En junio de 1976, la ley de ciudadanía del territorio, la cual favoreció a la minoría afar, fue revisada para reflejar mejor el peso de los somalíes Issa. El electorado votó por la independencia en un referéndum de mayo de 1977, y se estableció la república de Yibuti en junio de ese mismo año. Hassan Gouled Aptidon se convirtió en el primer presidente de la nación.
El régimen presidencialista limitó los poderes del primer ministro, que era nombrado por el presidente, ante quien era responsable. En 1991 estalló la guerra civil entre el gobierno y un predominante grupo rebelde Afar, el Frente por la Restauración de la Unidad y de la Democracia (FRUD), que reclamaban un mayor equilibrio político entre las dos etnias del país. 
Desde la independencia el cargo de primer ministro, al igual que el de presidente, ha estado en manos del partido Agrupación Popular para el Progreso.

## Mandato
El primer ministro es nombrado por el presidente, ante quien es responsable (artículo 40). El primer ministro es quien propone al presidente el nombramiento de los demás ministros que forma el gobierno.

## Poderes
El presidente de la república detenta el cargo de jefe del gobierno, y es asesorado en sus funciones por el Primer ministro y ministros (artículo 40). El régimen presidencialista de Yibuti, según la constitución de 1992 en su artículo 40, otorga grandes poderes al presidente, que es quien da las atribuciones y funciones al Primer ministro, este debe ejecutar, coordinar y dirigir las políticas presidenciales.
La relación con la Cámara de Diputados de Yibuti, es limitada; recibir interpelación por parte de esta (artículo 54) y al inicio de cada sesión el primer ministro debe hacer un balance del estado de la nación y determinar las acciones del gobierno (artículo 60).
El Presidente podrá delegar ciertas funciones en el primer ministro (artículo 41). En caso de incapacidad temporal presidencial, el primer ministro ocupará su puesto (artículo 28). Durante este periodo el gobierno no podrá ser disuelto o reajustado (artículo 29).

## Listado de primeros ministros (1977 - 2013 )
| Jefe de Gobierno                                                                            | Jefe de Gobierno | Jefe de Gobierno                  | Inicio              | Fin                 | Partido           | Elecciones | Presidente                           | Presidente                    | Presidente |
| ------------------------------------------------------------------------------------------- | ---------------- | --------------------------------- | ------------------- | ------------------- | ----------------- | ---------- | ------------------------------------ | ----------------------------- | ---------- |
| Somalia francesa (territorio colonial francés) (1957-1967)                                  |                  |                                   |                     |                     |                   |            |                                      |                               |            |
|                                                                                             |                  | Mahmoud Harbi (1921-1960)         | 1957                | diciembre de 1958   | Unión republicana | -          |                                      | René Coty (1954-1959)         |            |
|                                                                                             |                  | Hassan Gouled Aptidon (1916-2006) | diciembre de 1958   | abril de 1959       | PMP               | -          |                                      | René Coty (1954-1959)         |            |
|                                                                                             |                  | Hassan Gouled Aptidon (1916-2006) | diciembre de 1958   | abril de 1959       | PMP               | -          | Charles de Gaulle (1959-1969)        |                               |            |
|                                                                                             |                  | Ahmed Dini (1932-2004)            | abril de 1959       | junio de 1960       | PMP               | -          |                                      |                               |            |
|                                                                                             |                  | Ali Aref Bourhan (1934-)          | junio de 1960       | 1966                | UNI               | -          |                                      |                               |            |
|                                                                                             |                  | Mohamed Kamil Mohamed (1917-2002) | 1966                | 7 de julio de 1967  | RDA               | -          |                                      |                               |            |
| Territorio Francés de los Afars y de los Issas (Territorio de ultramar francés) (1967-1977) |                  |                                   |                     |                     |                   |            |                                      |                               |            |
|                                                                                             |                  | Ali Aref Bourhan (1934-)          | 7 de julio de 1967  | 29 de julio de 1976 | UNI               | -          |                                      | Charles de Gaulle (1959-1969) |            |
|                                                                                             |                  | Ali Aref Bourhan (1934-)          | 7 de julio de 1967  | 29 de julio de 1976 | UNI               | -          | Georges Pompidou (1969-1974)         |                               |            |
|                                                                                             |                  | Ali Aref Bourhan (1934-)          | 7 de julio de 1967  | 29 de julio de 1976 | UNI               | -          | Valéry Giscard d'Estaing (1974-1977) |                               |            |
|                                                                                             |                  | Abdallah Mohamed Kamil (1936-)    | 29 de julio de 1976 | 18 de mayo de 1977  | RDA               | -          |                                      |                               |            |
|                                                                                             |                  | Hassan Gouled Aptidon (1916-2006) | 18 de mayo de 1977  | 27 de junio de 1977 | LPAI              | -          |                                      |                               |            |

### República de Yibuti
| Espectro político |
| ----------------- |
| RPP               |

| Primer ministro | Primer ministro | Primer ministro                   | Inicio               | Fin                  | Partido | Elecciones                  | Presidente de Yibuti        | Presidente de Yibuti              | Presidente de Yibuti |
| --------------- | --------------- | --------------------------------- | -------------------- | -------------------- | ------- | --------------------------- | --------------------------- | --------------------------------- | -------------------- |
|                 |                 | Hassan Gouled Aptidon (1916-2006) | 27 de junio de 1977  | 12 de julio de 1977  | RPP     | -                           |                             | Hassan Gouled Aptidon (1977-1999) |                      |
|                 |                 | Ahmed Dini (1932-2004)            | 12 de julio de 1977  | 5 de febrero de 1978 | RPP     | Designado por el presidente |                             | Hassan Gouled Aptidon (1977-1999) |                      |
|                 |                 | Abdallah Mohamed Kamil (1936-)    | 3 de febrero de 1978 | 2 de octubre de 1978 | RPP     | Designado por el presidente |                             | Hassan Gouled Aptidon (1977-1999) |                      |
|                 |                 | Barkat Gourad Hamadou (1930-2018) | 2 de octubre de 1978 | 7 de marzo de 2001   | RPP     | Designado por el presidente |                             | Hassan Gouled Aptidon (1977-1999) |                      |
|                 |                 | Barkat Gourad Hamadou (1930-2018) | 2 de octubre de 1978 | 7 de marzo de 2001   | RPP     | Designado por el presidente | Ismail Omar Guelleh (1999-) |                                   |                      |
|                 |                 | Dileita Mohamed Dileita (1958-)   | 7 de marzo de 2001   | 1 de abril de 2013   | RPP     | Designado por el presidente |                             |                                   |                      |
|                 |                 | Abdoulkader Kamil Mohamed (1951-) | 1 de abril de 2013   | Presente             | RPP     | Designado por el presidente |                             |                                   |                      |

- Datos: Q3049866